# Сонино (Павлово-Посадский городской округ)
Со́нино — деревня в Московской области России. Входит в Павлово-Посадский городской округ. Население — 134 чел. (2010).

## География
Деревня Сонино расположена в центральной части городского округа, примерно в 3 км к юго-западу от города Павловский Посад. Высота над уровнем моря 132 м. По южной окраине деревни протекает река Вохонка. К деревне приписано 3 СНТ и 1 территория. Ближайшие населённые пункты — село Казанское, деревни Фомино и Игнатово.

## Название
Название связано с личным именем Соня.

## История
В 1926 году деревня являлась центром Сонинского сельсовета Павлово-Посадской волости Богородского уезда Московской губернии.
С 1929 года — населённый пункт в составе Павлово-Посадского района Орехово-Зуевского округа Московской области, с 1930-го, в связи с упразднением округа, — в составе Павлово-Посадского района Московской области.
До муниципальной реформы 2006 года Сонино входило в состав Рахмановского сельского округа Павлово-Посадского района.
В середине 2000-х гг. в деревне был сооружён часовенный столб.
С 2004 до 2017 гг. деревня входила в Рахмановское сельское поселение Павлово-Посадского муниципального района.

## Население
В 1926 году в деревне проживало 405 человек (184 мужчины, 221 женщина), насчитывалось 77 хозяйств, из которых 70 было крестьянских. По переписи 2002 года — 140 человек (64 мужчины, 76 женщин).
| 1926 | 2002 | 2006 | 2010 |
| ---- | ---- | ---- | ---- |
| 405  | ↘140 | ↘112 | ↗134 |

## Галерея

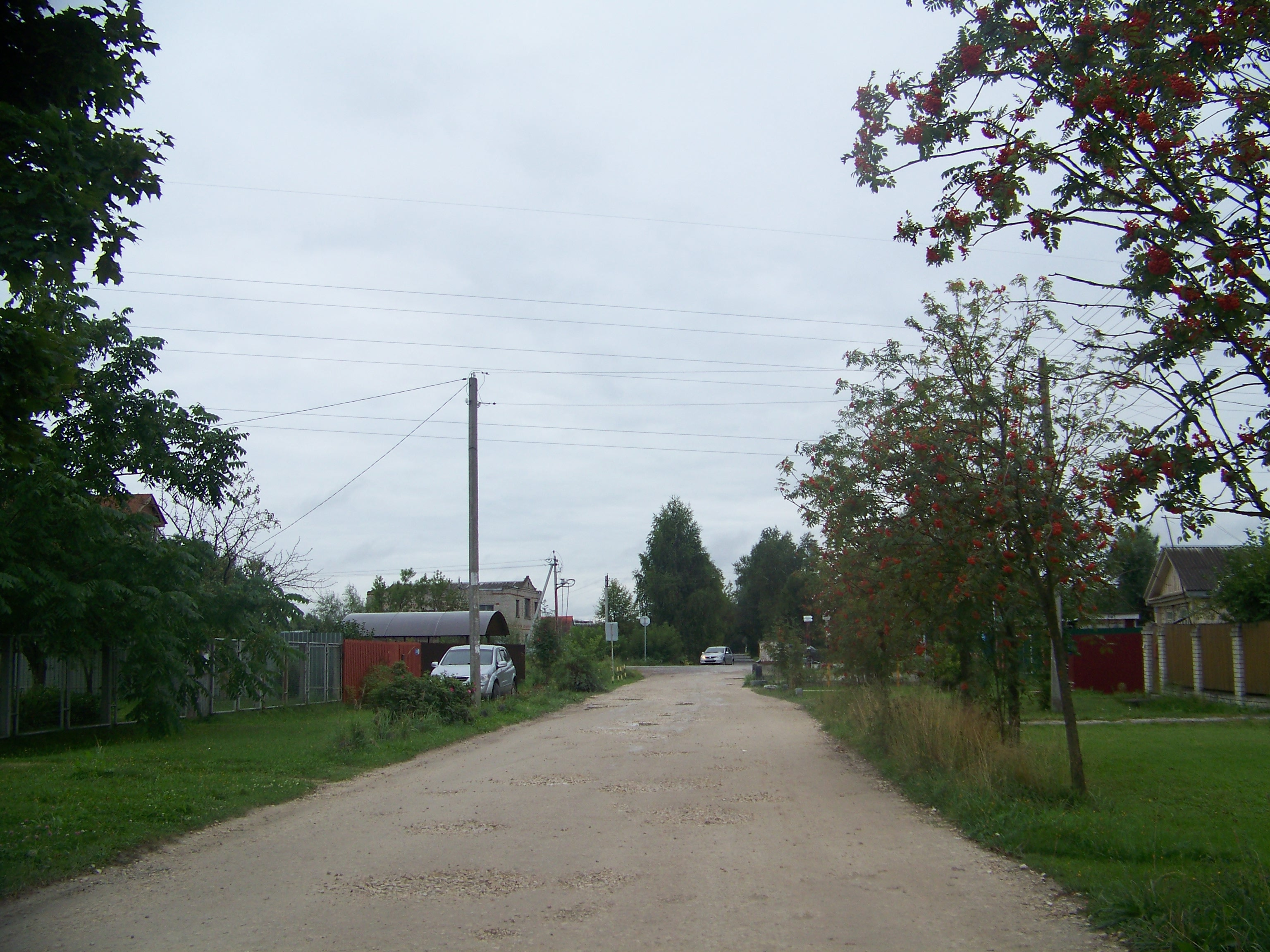
Выезд из северной части деревни Сонино на Носовихинское шоссе.
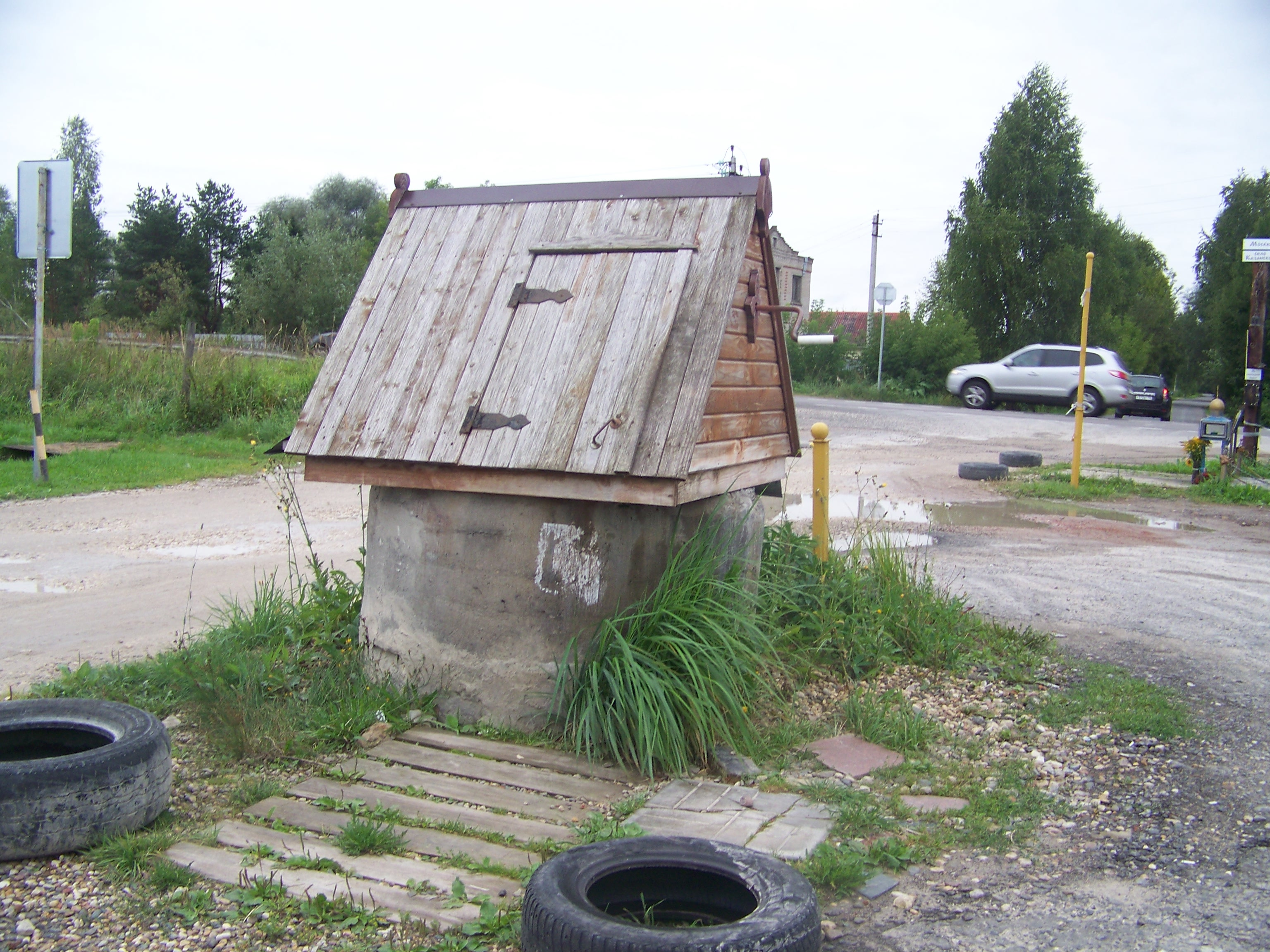
Колодец в деревне Сонино в северной части около перекрёстка с Носовихинским шоссе.
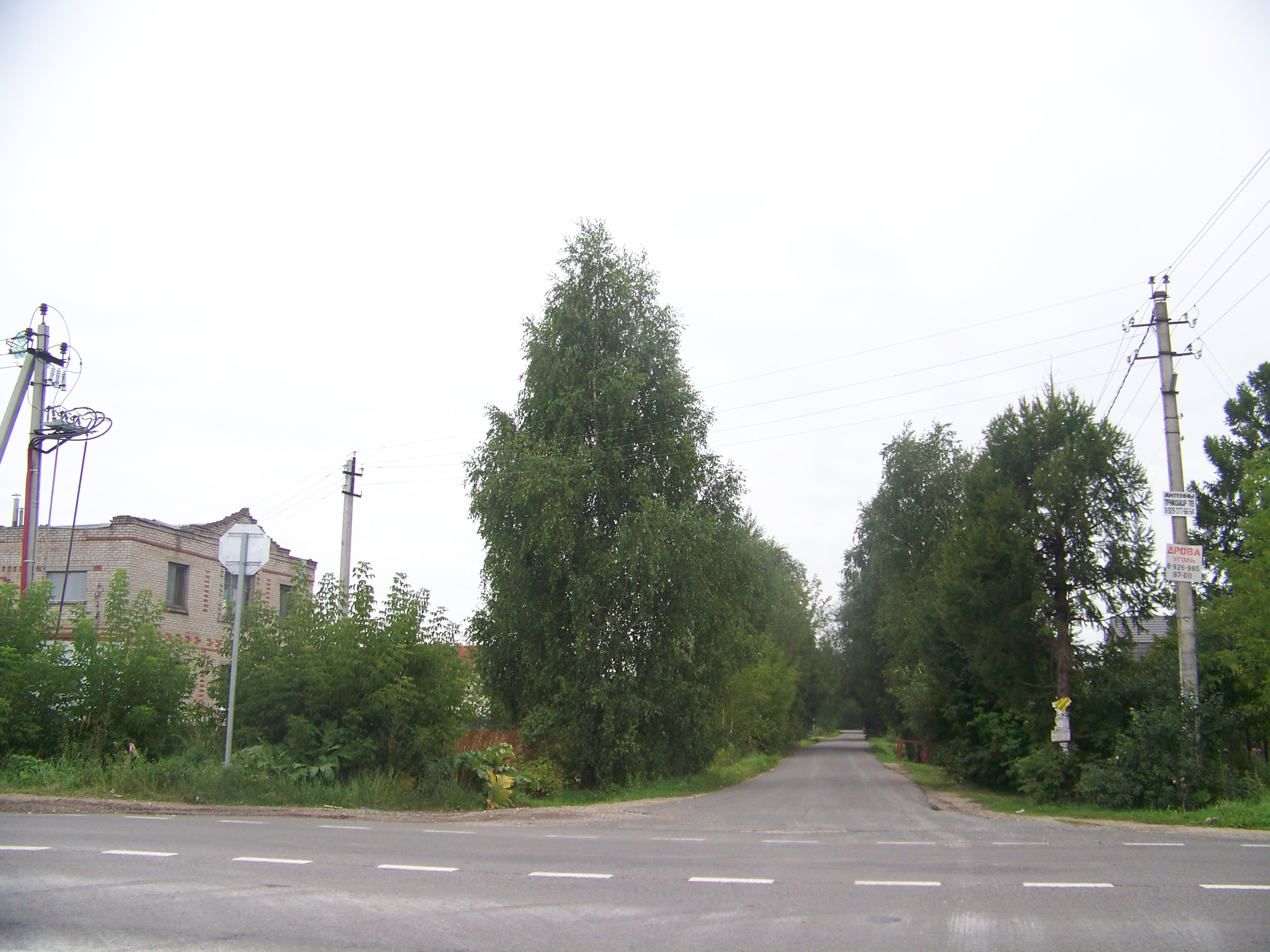
Въезд в южную (основную) часть деревни Сонино с Носовихинского шоссе.